# 7657 Jefflarsen
7657 Jefflarsen è un asteroide della fascia principale. Scoperto nel 1992, presenta un'orbita caratterizzata da un semiasse maggiore pari a 2,9080261 UA e da un'eccentricità di 0,0673356, inclinata di 2,70253° rispetto all'eclittica.